# Claude Hamelin
Claude Hamelin (ur. 10 lipca 1952 w Sherrington) – kanadyjski duchowny katolicki, biskup Saint-Jean-Longueuil od 2020.

## Życiorys
Święcenia kapłańskie otrzymał w dniu 3 grudnia 1977 i został inkardynowany do diecezji Saint-Jean-Longueuil. Przez wiele lat pracował duszpastersko w parafiach diecezji. W latach 2000–2010 kierował różnymi regionami duszpasterskimi jako wikariusz biskupi, a w 2010 został wikariuszem generalnym diecezji.
22 grudnia 2015 papież Franciszek mianował go biskupem pomocniczym diecezji Saint-Jean-Longueuil ze stolicą tytularną Apollonia. Sakry udzielił mu 18 marca 2016 biskup Lionel Gendron.
5 listopada 2019 został ustanowiony biskupem ordynariuszem Saint-Jean-Longueuil, zaś 10 stycznia 2020 kanonicznie objął urząd.